# Dompierre-sur-Charente
Dompierre-sur-Charente ist eine westfranzösische Gemeinde mit 483 Einwohnern (Stand: 1. Januar 2022) im Département Charente-Maritime in der Region Nouvelle-Aquitaine. Sie gehört zum Arrondissement Saintes und ist Mitglied im Gemeindeverband Saintes - Grandes Rives - L’Agglo. Die Einwohner werden Dompierrois und Dompierroises genannt.

## Geografie

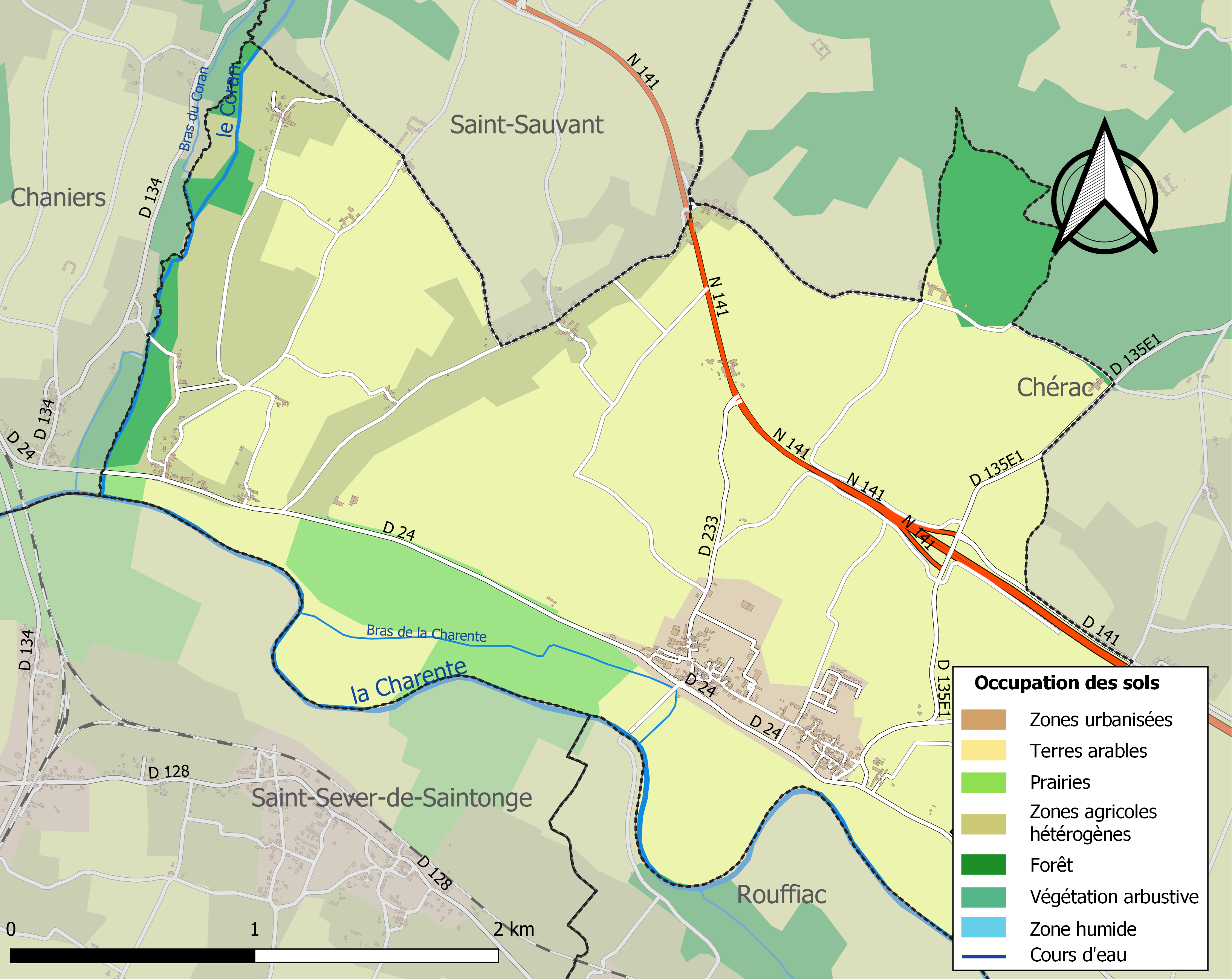
Bodennutzung, Hydrografie und Infrastruktur der Gemeinde

Dompierre-sur-Charente liegt in der ehemaligen Provinz Saintonge am rechten Ufer der Charente, etwa 12 Kilometer ostsüdöstlich von Saintes. Außer der Charente wird das Gemeindegebiet vom Flüsschen Coran bewässert, der es im Westen begrenzt. Das Gebiet von Dompierre-sur-Charente ist Teil des Natura 2000-Schutzgebiets „Moyenne vallée de la Charente et Seugnes et Coran“ (FR5400472), des Natura 2000-Schutzgebiets „Vallée de la Charente moyenne et Seugnes“ (FR5412005) und von zwei ZNIEFF-Naturgebieten. Über 90 % der Fläche der Gemeinde werden landwirtschaftlich genutzt, etwa 5 % sind bewaldet.
Umgeben wird Dompierre-sur-Charente von den Nachbargemeinden Saint-Sauvant im Norden, Chérac im Npedosten und Osten, Rouffiac im Süden, Saint-Sever-de-Saintonge im Südwesten und Westen sowie Chaniers im Westen und Nordwesten.

## Bevölkerungsentwicklung
| Jahr                       | 1962 | 1968 | 1975 | 1982 | 1990 | 1999 | 2008 | 2019 |
| Einwohner                  | 351  | 381  | 374  | 359  | 398  | 414  | 460  | 470  |
| Quellen: Cassini und INSEE |      |      |      |      |      |      |      |      |

## Sehenswürdigkeiten
- Kirche Saint-Blaise
- Pfarrkirche Saint-André im Ortsteil Orlac

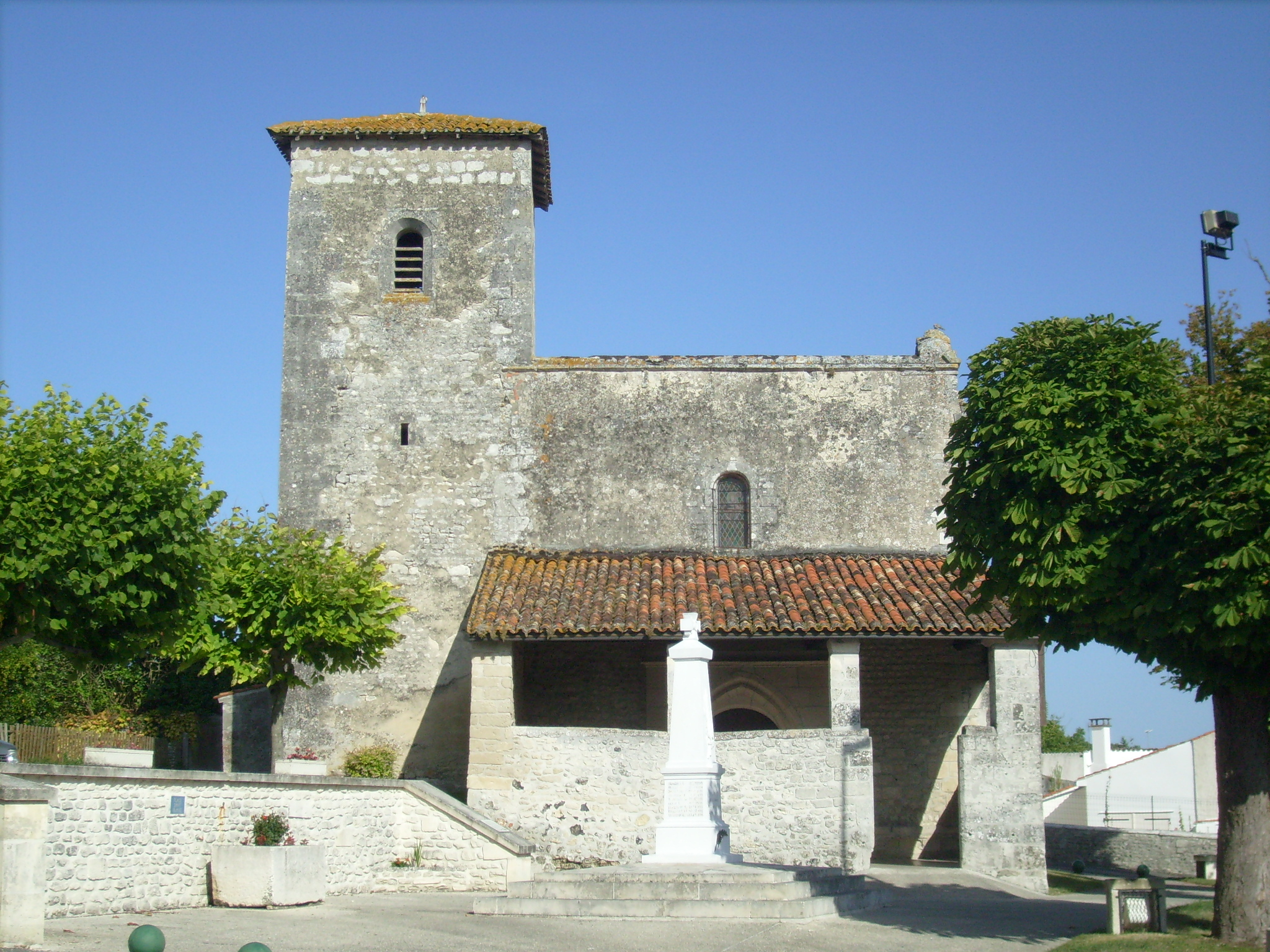
Kirche Saint-Blaise
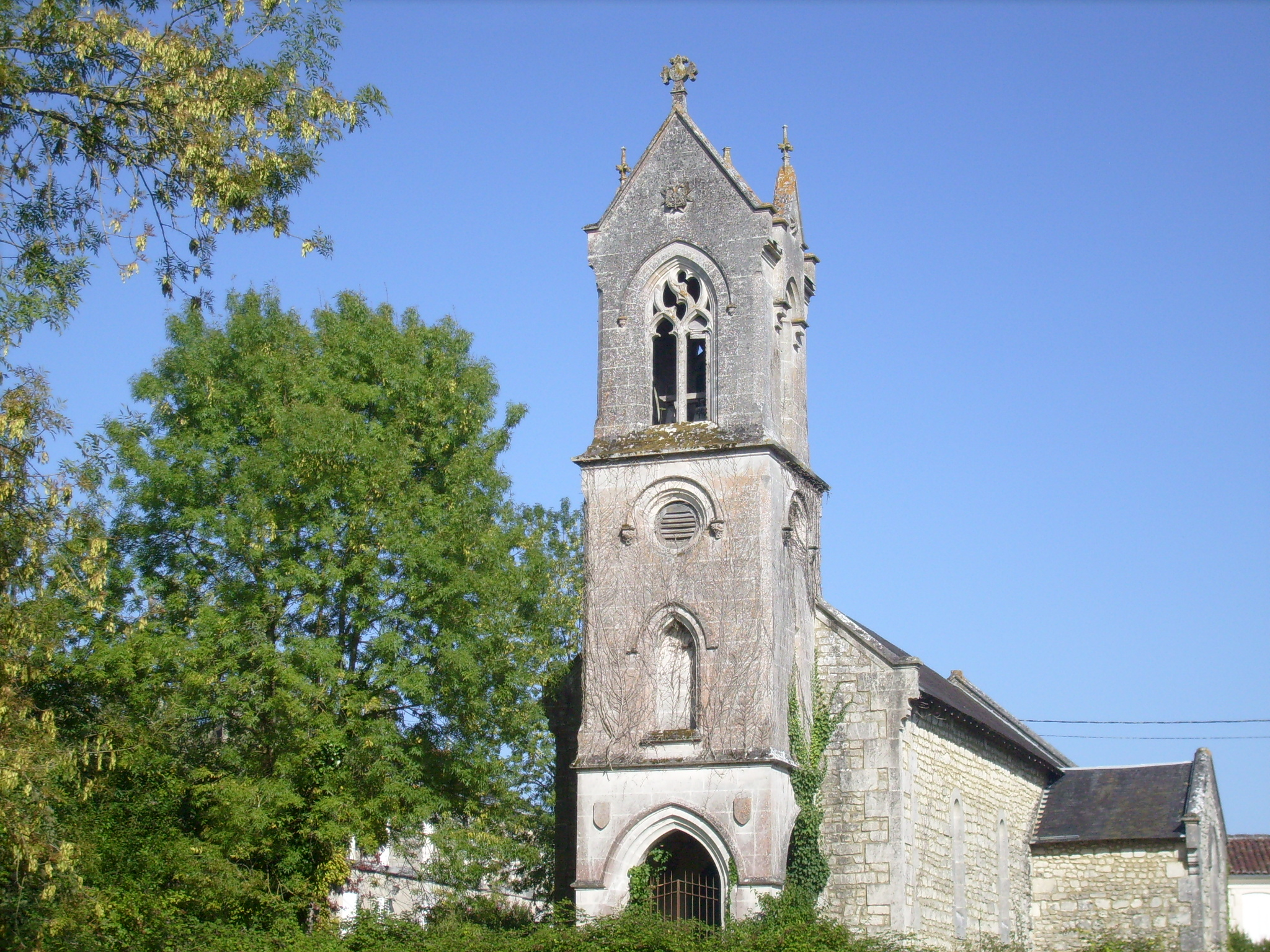
Pfarrkirche Saint-André in Orlac

## Verkehr
Die Route nationale 141, die hier abschnittsweise autobahnähnlich ausgebaut ist, durchquert die Gemeinde von West nach Ost und verbindet sie mit Saintes im Westen und mit Cognac im Osten.